# Pantolasius vethi
Pantolasius vethi är en skalbaggsart som beskrevs av Lansberge 1887. Pantolasius vethi ingår i släktet Pantolasius och familjen Hybosoridae. Inga underarter finns listade i Catalogue of Life.